# Junior Cervila
Antonio Soares Cervila, conocido por su nombre artístico Junior Cervila (São Paulo, 6 de mayo de 1969) es un destacado bailarín, milonguero, coreógrafo de tango y cineasta brasileño. Conocido internacionalmente por sus actuaciones con Tango Argentino de Claudio Segovia en Broadway, la gira mundial Tango de Julio Iglesias y la película Tango de Carlos Saura. Como cineasta dirigió Tango and sex.

## Biografía
Antonio Soares Cervila nació el 6 de mayo de 1969 en São Paulo, Brasil. Comenzó a bailar lambada en su ciudad y en 1991 ganó el campeonato paulista de bailer del género, que tenía como premio un viaje a Buenos Aires que a su vez incluía visitar una tanguería, donde se entusiasmó con el baile de tango, lo que lo llevó a viajar nuevamente al año siguiente, para tomar clases. Se relacionó con Pepito Avellaneda quien lo acercó al mundo de las milongas y fue unos sus maestros, con Antonio Todaro y Juan Carlos Copes.

Me preocupé mucho, tomé muchas clases, ensayé muchísimo para tratar de bailar como un argentino, para asimilar todo eso que yo no tenía. Cuando entré al mercado del tango sentí que me miraban como diciendo quién es este brasuca y qué viene a hacer aquí. Tenía 23 años y sentía que estaba 23 años atrás de la gente de mi edad que ya estaba bailando. Quería ganar ese tiempo perdido, estudiando, tomando clases, leyendo libros; yo era un ignorante completo respecto del tango, hasta el punto de no saber si Carlos Gardel era un tipo que estaba vivo o muerto. Por otra parte, empecé a ir a las milongas para aprender el sentimiento y esa cosa de improvisar y de marcarle a la mujer.
Junior Cervila

Al poco tiempo ya formaba parte de una compañía de baile de tango con la que realizaba giras internacionales.
En 1997 actuó en un papel destacado en la película Tango de Carlos Saura, estrenada al año siguiente. Luego fue seleccionado por Claudio Segovia para integrar el elenco de nuevas figuras del histórico espectáculo Tango Argentino, cuando la obra fue repuesta en Broadway en 1999/2000, siendo el show nominado a los Premios Tony.
Con posterioridad se consolidó su figura entre las principales de la escena tanguera, actuando en espectáculos internacionales como Tanguera, Avantango (coreógrafo), Tango y Fuga y la Compañía Tango Emoción que dirige Mora Godoy, con quien formó pareja en la vida en 2002. Ese mismo año presentó en Japón su obra Latin Dance Carnival, con un elenco de dieciséis bailarines bailando salsa, tango, samba y flamenco, que volvería a presentar en 2004 y 2006.
Simultáneamente, Cervila estudió y se recibió en la carrera de dirección cinematográfica en el New York Film Academy.
En 2006 y 2011, Cervila volvería a integrar el elenco de Tango Argentino, en la última ocasión ante 15.000 personas en el Obelisco de Buenos Aires. En 2006 bailó haciendo pareja con Mora Godoy en el Teatro Colón de Buenos Aires, con la Selección Nacional del Tango, y luego, ese mismo año, la pareja volvió a tener otra presentación de alto nivel, en el recital que Daniel Barenboim ante una multitud en el Obelisco para recibir el año 2007.
En 2013 dirigió y lanzó su primera película: Tango an sex.